# St. Georg (Miel)

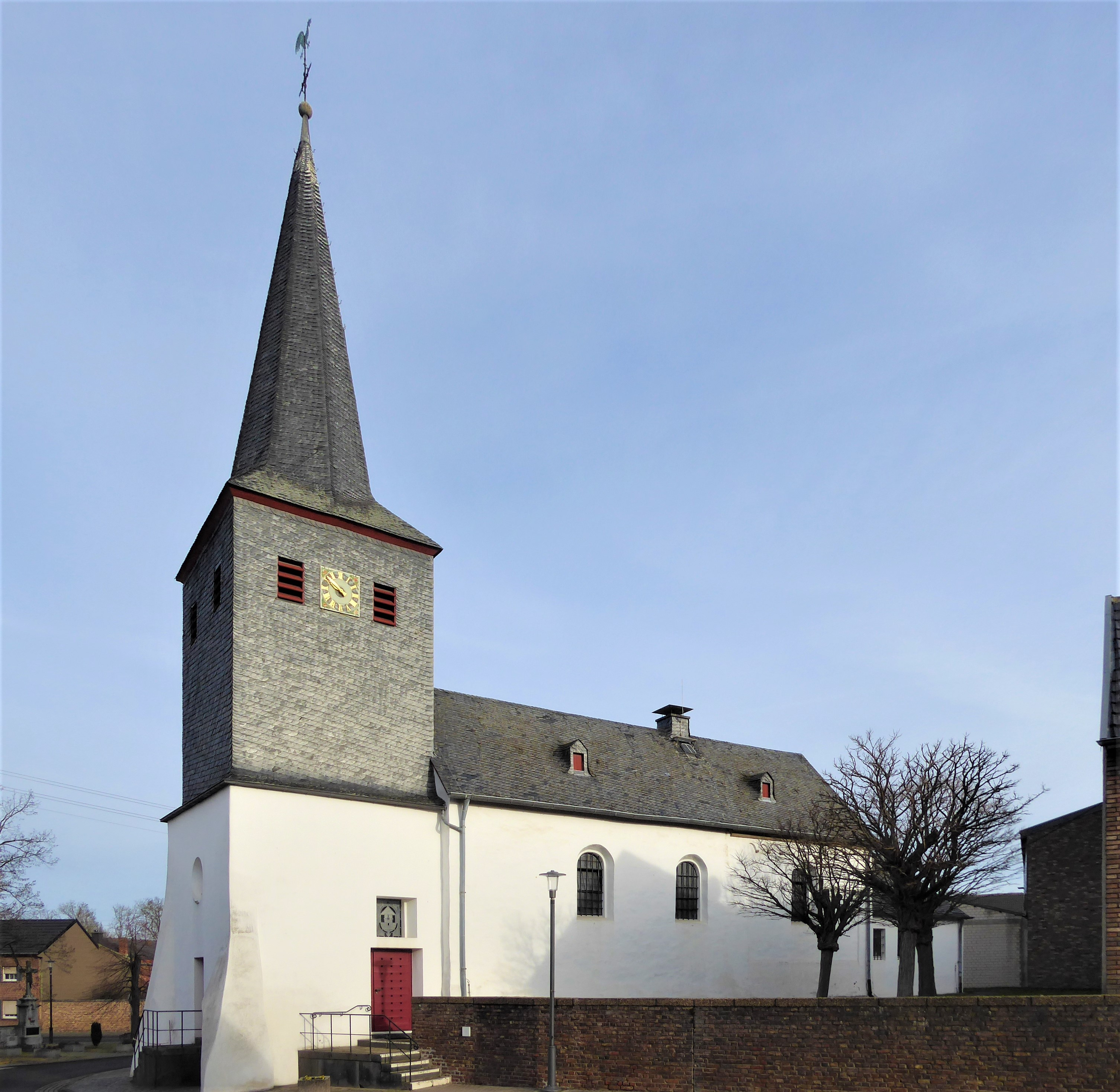
St. Georg (2022)

Die römisch-katholische Kirche St. Georg in Miel ist eine Pfarrkirche im Seelsorgebereich Swisttal im Kreisdekanat Rhein-Sieg-Kreis (Erzbistum Köln). Sie trägt das Patrozinium des heiligen Georg. 

## Baugeschichte
Die Kirche wurde in der ersten Hälfte des 12. Jahrhunderts erbaut und hat seitdem zahlreiche Umbauten und Neuausstattungen erlebt. Im 13. Jahrhundert wurde vermutlich der Chorraum vergrößert und von Kölner Künstlern mit einem Freskenzyklus mit Marienszenen ausgeschmückt.
In der Reformationszeit wurde die Kirche durch den Burgherren zu Miel protestantisch umgewidmet. Mitten im Dreißigjährigen Krieg wurde sie durch die Äbtissin von St. Maria im Kapitol in Köln rekatholisiert. Zu dieser Zeit erhielt sie ein neues Aussehen durch den Abbruch des gotischen Seitenschiffes und eine Ausstattung mit Barockaltären und die Stuckdecke von 1636.
An die Legende des Schutzpatrons St. Georg erinnert das Wappen der ehemaligen Gemeinde: „In grünem Feld ein von einem Schwert in der Brust durchbohrter goldener Drache“.